# Halomonas titanicae
A Halomonas titanicae é uma espécie de bactéria da família Halomonadaceae que foi descoberta em 2010 por investigadores da Universidade de Dalhousie e de Sevilha, enquanto pesquisava-se os destroços do Titanic.
Suspeita-se que a bactéria seja uma ameaça para as estruturas metálicas submarinas, tais como plataformas petrolíferas. O microrganismo adere facilmente a superfícies de aço, criando saliências de ferrugem. Suspeita-se que a trabalhe em conjunto com outros organismos para acelerar a corrosão.
Cientistas identificaram até agora uma espécie desconhecida de bactéria ajudando a enferrujar cada vez mais o que sobrou do navio Titanic.
Segundo os pesquisadores, a bactéria está contribuindo para a rápida deterioração dos destroços do navio.
A descoberta revela uma potencial nova ameaça microbiana para o casco dos navios e das estruturas metálicas submarinas, como plataformas de petróleo.
Bactéria da ferrugem
Os pesquisadores isolaram o novo microrganismo de um "rustículo" - um aglomerado de ferrugem - retirado do Titanic, que está 3,8 km abaixo da superfície do oceano.
A nova bactéria foi batizada deHalomonas titanicae.
A avaliar a capacidade do microrganismo causar corrosão em metais, os cientistas das universidades de Halifax, no Canadá, e Sevilha, na Espanha, descobriram que ele é capaz de aderir a superfícies de aço, criando saliências de ferrugem.
Eles acreditam que os rustículos, saliências de ferrugem que lembram as estalactites das cavernas, encontradas ao redor de todo o casco do Titanic, sejam formados por um processo bacteriano similar.
Embora os rustículos pareçam ser estruturas sólidas, eles são altamente porosos e contêm uma complexa variedade de bactérias, sugerindo que a H. titanicae pode trabalhar em conjunto com outros organismos para acelerar a corrosão do metal.
Biodegradação de metais
Mas os cientistas veem um lado positivo na ação da bactéria, que pode ajudar na biodegradação de materiais que afundam no oceano.
"Nós acreditamos que a H. titanicae desempenha um papel na reciclagem de estruturas de ferro em determinadas profundidades. Isto pode ser útil no descarte de navios antigos e plataformas petrolíferas que tenham sido limpos de toxinas e produtos à base de óleo e, em seguida, enviados para o fundo do oceano," afirmaram eles.
Contudo, eles alertam que não é possível determinar se a bactéria chegou ao Titanic antes ou depois dele afundar. E, como não era conhecida, ninguém sabe ao certo a ação da bactéria sobre outras estruturas metálicas.
"Encontrar respostas para essas perguntas não apenas nos dará uma melhor compreensão dos nossos oceanos, mas também pode nos ajudar a projetar revestimentos que possam evitar deterioração semelhante em outras estruturas metálicas," concluem eles em seu artigo.

0
1. 1 2  «Nova bactéria está a corroer destroços do Titanic». Ciência Hoje. 9 de Dezembro de 2010. Consultado em 11 de Dezembro de 2010